# チャド・フォーシァー
チャド・フォーシァー（Chad Forcier、1973年 - ）は、アメリカ合衆国の元バスケットボール選手。ワシントン州出身。アメリカ男子プロバスケットボールリーグNBAのミルウォーキー・バックスのアシスタントコーチ。

## 経歴
シアトルパシフィック大学を1995年に卒業するまで、在学中にコーチングのキャリアをスタートさせた。
1992年から5年間、NBAのシアトル・スーパーソニックスでコーチングのインターンとして、ジョージ・カールの下でスタッフを務めた。
1997年から2000年までオレゴン州立大学でアシスタントコーチを務めた後、2001年までポートランド大学でアシスタントコーチを務めた。
本格的なNBAでのキャリアは2001年から2003年に、リック・カーライルヘッドコーチのもとでデトロイト・ピストンズのアシスタントコーチを務めたことに始まり、その後、2004年から2007年まで、同じくカーライルの下、インディアナ・ペイサーズでアシスタントコーチを務めた。
2007年にサンアントニオ・スパーズアシスタントコーチに招聘された。
2016年6月28日、オーランド・マジックのフランク・ヴォーゲルヘッドコーチのもとでトップアシスタントコーチに就任した。
2018年6月、メンフィス・グリズリーズのアシスタントコーチとなった

## その他
サンアントニオ・スパーズではグレッグ・ポポビッチのもと、選手育成を担当していた。